# Haakon Chevalier
Pour les articles homonymes, voir Chevalier.
Haakon Maurice Chevalier, né le 10 septembre 1901 à Lakewood et mort le 4 juillet 1985 à Paris, est un auteur, traducteur et enseignant américain. 

## Biographie
Chevalier est né le 10 septembre 1901 à Lakewood Township (New Jersey), d'un couple franco-norvégien.
Dans sa jeunesse, attiré par l'aspect romantique des voyages en mer à la fin de l'ère de la voile, il embarque comme simple matelot à bord d'un vieux quatre-mâts goélette américain, la Rosamond et effectue un voyage au long cours jusqu'au Cap de Bonne Espérance et qui se terminera à Seattle. Il en a laissé un témoignage vivant et nostalgique dans son livre "le dernier voyage de la Rosamond".
Il a notamment été professeur de littérature française à l'université de Californie à Berkeley. Il a aussi traduit en anglais plusieurs ouvrages de Salvador Dalí, André Malraux, Vladimir Pozner, Louis Aragon, Frantz Fanon et Victor Vasarely.
Il est surtout connu comme ami du physicien Robert Oppenheimer, qu'il a connu à Berkeley en Californie en 1937.
En 1945, il participe à la traduction d'un film présentant le procès de Nuremberg.
Ses relations avec un recruteur potentiel des services secrets soviétiques et Robert Oppenheimer sont l'un des facteurs ayant mené à la révocation de l'habilitation de sécurité d'Oppenheimer lors d'une audition de la Commission de l'énergie atomique des États-Unis en 1954.

## Œuvres

### Ouvrages
- (en) The ironic temper: Anatole France and his time, Oxford University Press, 1932 (ASIN B00085MTLU)
- (en) André Malraux and "Man's fate": An essay, H. Smith and R. Haas, 1934 (ASIN B00089VCSC)
- (en) For Us The Living, New York, Alfred A. Knopp, 1949 (ISBN 1-4179-8987-4)
- (en) The Man Who Would Be God, Putnam, 1959 (ASIN B0006AW3DG)
- (en) Oppenheimer: The Story of a Friendship, New York, George Braziller, Inc., 1965 (ASIN B0006BN686)
- (en) The last voyage of the schooner Rosamond, Deutsch, 1970 (ISBN 0-233-96247-6)

### Traductions
- Vladimir Pozner The Edge of the Sword, Modern Age Books, 1942. (Deuil en 24 heures)
- Vladimir Pozner, First Harvest, 1943. (Les Gens du pays)
- André Malraux, Man's Fate, Random House Modern Library, 1961. ASIN B000BI694M
- Louis Aragon, Holy Week, G. P. Putnam's Sons, 1961. ASIN B000EWMJ3A (La Semaine Sainte)
- Salvador Dalí, The Secret Life of Salvador Dalí, Dasa Edicions, S.A., 1986.  (ISBN 84-85814-12-6)
- André Maurois, Seven faces of love, Doubleday, 1962. ASIN B0007H6IX4
- Henri Michaux, Light Through Darkness, Orion Press, 1963. ASIN B0007E4GJ0
- Victor Vasarely, Plastic Arts of the Twentieth Century, vol. 1, Éditions du Griffon, 1965. ASIN B000FH4NZG
- Frantz Fanon, A Dying Colonialism, 1965